# Edwina Ashley
Titre
Vice-reine des Indes britanniques
21 février – 15 août 1947
(5 mois et 25 jours)
Edwina Ashley, par son mariage comtesse Mountbatten de Birmanie (née le 28 novembre 1901 à Romsey, dans le Hampshire, au Royaume-Uni, et morte le 21 février 1960 à Kota Kinabalu, en Malaisie), est l'épouse de lord Louis Mountbatten (1900-1979), et la dernière vice-reine des Indes britanniques.

## Biographie

### Famille et jeunesse

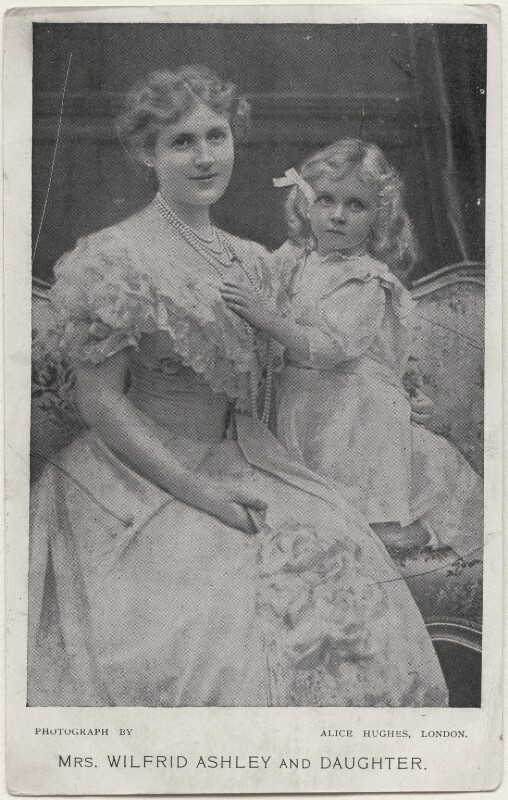
Edwina Ashley et sa mère vers 1907.

Edwina Cynthia Annette Ashley, née le 28 novembre 1901, est la fille aînée de Wilfrid Ashley, 1er baron Mount Temple, petit-fils du réformiste 7e comte de Shaftesbury, et député conservateur et d'Amalia Mary Maud Cassel (1879-1911), fille unique du milliardaire Ernest Cassel (1852-1921), ami et banquier d'Édouard VII. Son grand-père, né à Cologne dans une famille juive, est l'un des hommes les plus riches et puissants d'Europe. Sa sœur cadette, née en 1906, est Mary Ashley, lady Delamere.
Après le remariage de son père en 1914 avec Molly Spencer (ex-épouse du contre-amiral Arthur Forbes-Sempill), Edwina Ashley est envoyée dans des internats, d'abord aux Links à Eastbourne, puis à Alde House dans le Suffolk, où elle ne se distingue pas comme une élève volontaire. Edwina est alors malheureuse, car, en plus d'une relation compliquée avec sa belle-mère, elle est victime d'intimidation à l'école parce que son grand-père est riche, allemand et juif. Plus tard, elle décrit son expérience à l'école comme un « pur enfer ». Son grand-père résout le problème en l'invitant à vivre avec lui et, éventuellement, à tenir le rôle d'hôtesse dans sa somptueuse résidence londonienne, Brook House.
Son grand-père maternel meurt en 1921, lui laissant 2 millions de livres sterling et Brook House, ainsi que deux manoirs, Moulton Paddocks et Branksome Dene. Plus tard, elle hérite de son père le manoir de Broadlands dans le Hampshire.

### Mariage

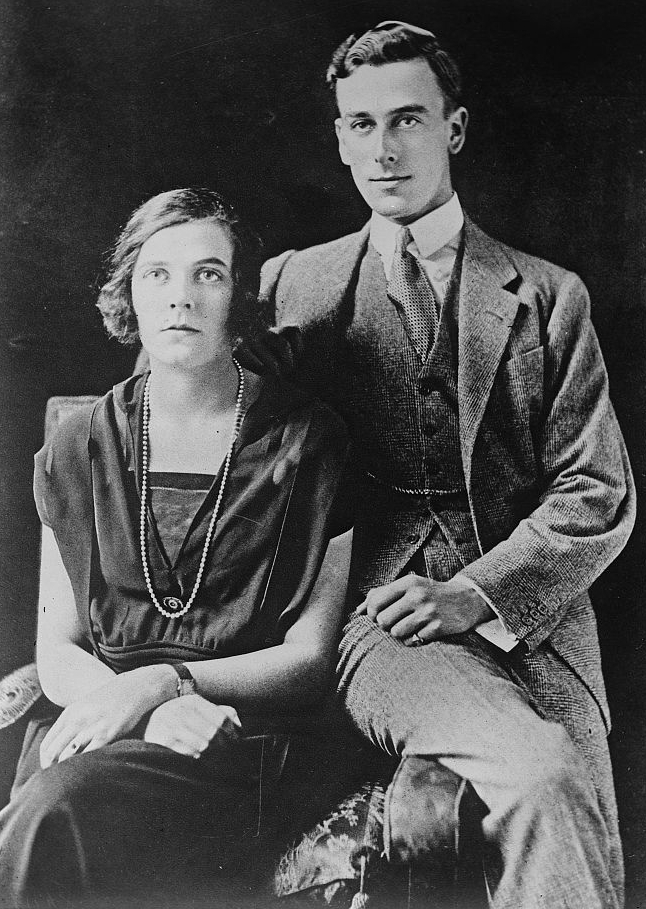
Louis et Edwina quelque temps après leur mariage.

Au moment où elle rencontre pour la première fois Louis Mountbatten, un parent de la famille royale britannique, en 1920, Edwina Ashley est un membre éminent de la société londonienne.

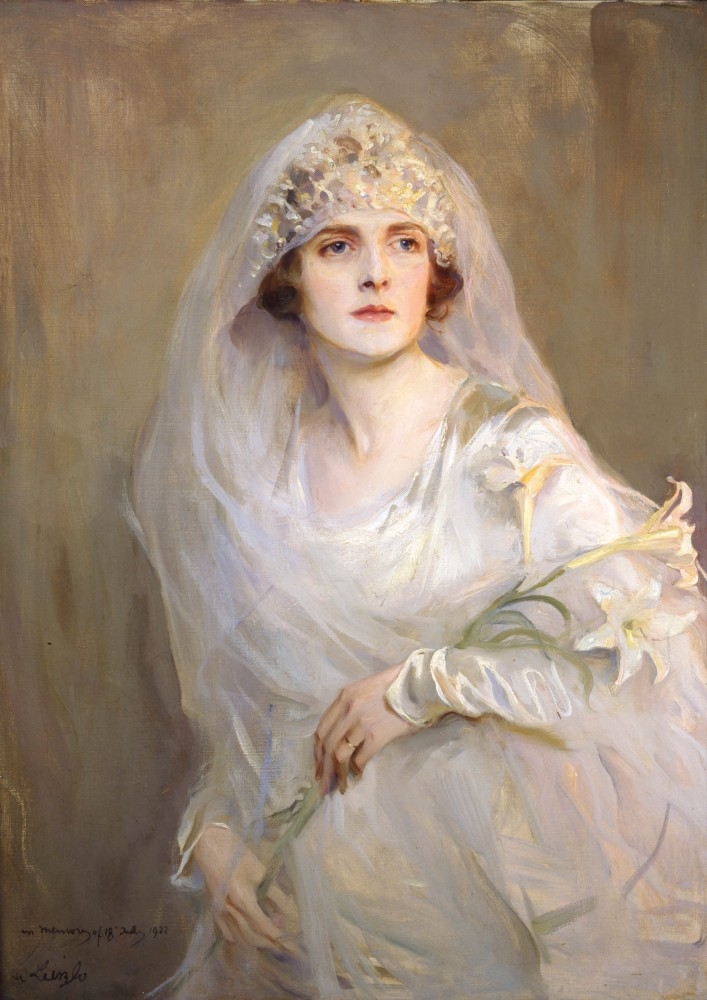
Edwina Ashley dans sa robe de mariée en 1923 par Philip de László.

Edwina Ashley et Louis Mountbatten se marient le 18 juillet 1922 en l'église Sainte-Marguerite de Westminster. Le mariage attire plus de 8 000 personnes, dont des membres de la famille royale tels que la reine Mary de Teck, la reine Alexandra de Danemark, et le prince de Galles. Il est considéré comme « le mariage de l'année ». Il s'ensuit une lune de miel dans les cours royales européennes et en Amérique du Nord, dont une visite aux chutes du Niagara (parce que « tous les jeunes mariés y sont allés »). Pendant leur lune de miel en Californie, les jeunes mariés jouent dans un film amateur muet de Charlie Chaplin intitulé Nice And Friendly, qui n'est pas projeté au cinéma.
Ils ont deux filles :
- Patricia Edwina Victoria (1924-2017), épouse en 1946 John Knatchbull (1924-2005), d'où huit enfants, dont Nicholas Knatchbull, assassiné en même temps que son grand-père en 1979 ;
- Pamela Carmen Louise (née en 1929), épouse en 1960 David Nightingale Hicks (1929-1998), dont trois enfants.

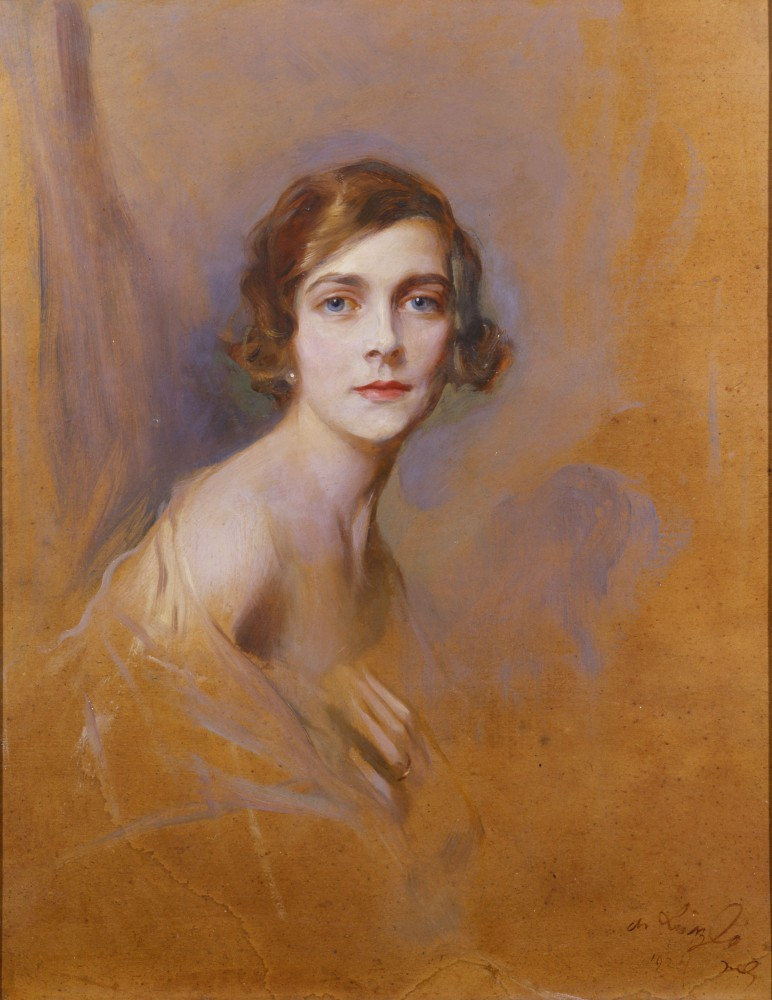
Portrait par Philip de László en 1924.

Drew Pearson décrit Edwina en 1944 comme « l'une des plus belles femmes d'Angleterre ». Elle est connue pour avoir des aventures tout au long du mariage, faisant peu pour les cacher à son mari. Son époux a conscience de ses amants, les accepte et développe même des amitiés avec certains d'entre eux - les considérant comme faisant « partie de la famille ». Sa fille Pamela décrit sa mère dans ses mémoires comme « une mangeuse d'hommes » et parle des nombreux amants de sa mère comme une succession d'« oncles » tout au long de son enfance. Dans ses mémoires, Pamela décrit Edwina comme une mère détachée et rarement présente qui préfère parcourir le monde avec son amant du moment plutôt que de s'occuper de ses enfants. La liaison d'Edwina avec Jawaharlal Nehru, Premier ministre de l'Inde, est largement documentée. Elle aurait également eu une liaison avec le chanteur de jazz grenadin Leslie Hutchinson.

### Seconde Guerre mondiale
Au déclenchement de la Seconde Guerre mondiale, Edwina Ashley se trouve un nouveau but. En 1941, elle se rend aux États-Unis, où elle exprime sa gratitude pour les efforts de collecte de fonds pour la Croix-Rouge britannique et l'ambulance Saint-Jean. En 1942, elle est nommée surintendante en chef de la brigade de l'Ambulance Saint-Jean, à laquelle elle consacre tout son temps et son énergie. En 1945, elle participe au rapatriement des prisonniers de guerre en Asie du Sud-Est. Elle est nommée commandeur de l'ordre de l'Empire britannique en 1943 et faite dame commandeur de l'ordre royal de Victoria en 1946. Elle reçoit également la médaille de la Croix-Rouge américaine. Elle devient la vicomtesse Mountbatten de Birmanie le 27 août 1946 avec l'accession à la pairie de son époux.

### Vice-reine des Indes

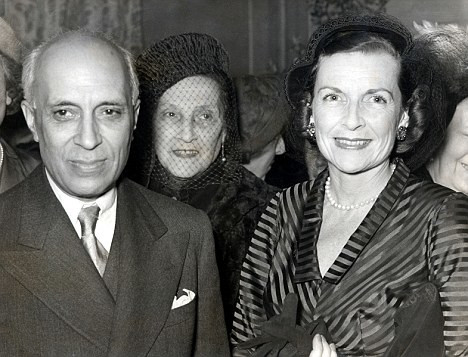
Jawaharlal Nehru avec Edwina Ashley en 1951.

Edwina Mountbatten est la dernière vice-reine des Indes, servant pendant les derniers mois du Raj britannique et les premiers mois de la période post-partition, alors que Louis Mountbatten est le dernier vice-roi des Indes puis, après la partition de l'Inde et du Pakistan en juin 1947, gouverneur général de l'Inde, mais pas du dominion du Pakistan. C'est à cette époque que commence une relation sérieuse entre Edwina Ashley et Nehru, le nouveau Premier ministre indien. On ne sait pas si la romance est consommée ; cependant, leur affection mutuelle est évidente et provoque de nombreuses spéculations,. En 2012, la fille d'Edwina, Pamela Mountbatten, admet l'existence d'une romance entre sa mère et Jawaharlal Nehru, qu'elle mentionne dans son livre Daughter of Empire: Life As A Mountbatten. L'historien britannique Philip Ziegler, ayant eu accès aux lettres et journaux intimes, conclut que la relation devait perdurer jusqu'à la mort d'Edwina Mountbatten : intensément aimante, romantique, confiante, généreuse, idéaliste, voire spirituelle. S'il y avait un élément physique, il ne peut avoir eu qu'une importance mineure pour l'une ou l'autre des parties. La réaction de Mountbatten fut une de satisfaction… Il appréciait et admirait Nehru, il lui était utile que le Premier ministre trouve de tels attraits à la résidence du Gouverneur général, et il était agréable de trouver Edwina presque en permanence de bonne humeur : les avantages de l'alliance étaient évidents.

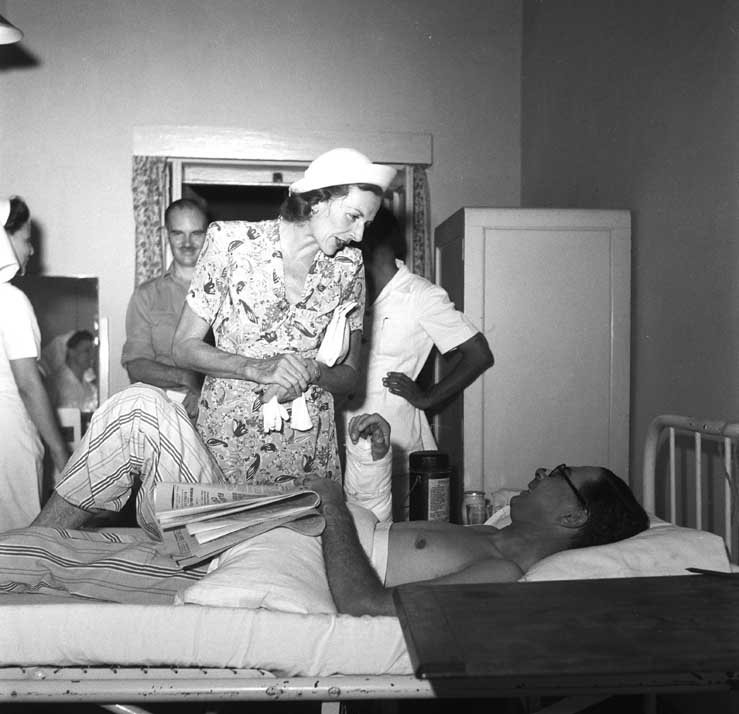
Edwina Ashley au Police Hospital de Delhi en 1947.

À partir du 28 octobre 1947, Edwina Ashey devient comtesse Mountbatten de Birmanie, après que son mari est élevé au rang de comte. À la suite des troubles violents qui accompagnent la partition des Indes, la priorité d'Edwina Ashley est de mobiliser les énormes efforts de secours nécessaires, travail pour lequel elle est largement saluée. À son retour en Grande-Bretagne, ses fonctions publiques comprennent son engagement auprès de l'ambulance Saint-Jean. Elle est également membre du conseil de l'expérience de médecine sociale de Peckham en 1949.

### Décès
Edwina Ashley meurt dans son sommeil de causes inconnues le 21 février 1960 à Kota Kinabalu, lors d'une tournée d'inspection pour l'ambulance Saint-Jean. Conformément à ses souhaits, elle est inhumée en mer au large de Portsmouth à bord du HMS Wakeful le 25 février 1960 ; Geoffrey Fisher, archevêque de Cantorbéry, officie. En apprenant la nouvelle, la reine mère Elizabeth Bowes-Lyon observe : « Chère Edwina, elle a toujours aimé faire sensation ». Le Premier ministre indien Jawaharlal Nehru fait escorter le Wakeful par la frégate de la marine indienne INS Trishul et dépose une couronne de fleurs,,.

## Distinctions
- 1er janvier 1946 :  Dame commandeur de l'ordre royal de Victoria (DCVO).
- 1er janvier 1946 :  Dame grand-croix du Très vénérable ordre de Saint-Jean (GTStJ).
- 21 février 1947 :  Compagnon de l'ordre de la Couronne d'Inde (CI).
- 1er janvier 1948 :  Dame grand-croix de l'ordre de l'Empire britannique (GBE).